# Monarcha
Monarcha és un gènere d'ocells de la família dels monàrquids (Monarchidae).

## Taxonomia
Segons la Classificació del Congrés Ornitològic Internacional (versió 13.1, 2023) aquest gènere està format per 8 espècies:
- Monarcha cinerascens - monarca capgrís.
- Monarcha melanopsis - monarca caranegre.
- Monarcha frater - monarca alanegre.
- Monarcha erythrostictus - monarca de l'illa de Bougainville.
- Monarcha castaneiventris - monarca ventre-roig de les Salomó.
- Monarcha richardsii - monarca de capell blanc.
- Monarcha godeffroyi - monarca de Yap.
- Monarcha takatsukasae - monarca de Tinian.

Les espècie del gènere Symposiachrus eren incloses al gènere Monarcha. Van ser separades en el seu pròpi gènere arran treballs com ara Filardi et Smith 2005